# Фотон-М4
Фотон-М № 4 — российский научно-исследовательский спутник серии «Фотон-М». Предназначен для проведения экспериментов в области биологии, физиологии, космической технологии и биотехнологии в условиях микрогравитации. В результате работы аппарата ожидается получение новых знаний по физике невесомости, отработанных технологических процессов производства полупроводниковых материалов, биомедицинских препаратов с улучшенными характеристиками.
Заказчиками КА «Фотон-М» № 4 выступают Совет РАН по космосу и Федеральное космическое агентство.
Разработку и изготовление ракетно-космического комплекса «Фотон-М» № 4 осуществил Ракетно-космический центр «Прогресс».

## Условия полёта
После вывода на рабочую орбиту космический аппарат ориентируется в орбитальной системе координат, затем происходит отключение системы управления и космический аппарат осуществляет неориентированный полёт, это обеспечивает благоприятную гравитационную обстановку на борту для проведения научной программы. После её выполнения восстанавливается ориентация аппарата, производится отделение спускаемого модуля и посадка на Землю.

## Особенность Фотон-М4
Ранее в «Фотонах» для обеспечения электроэнергией использовались химические источники тока, и когда они расходовались, полёт завершался. Как правило, длительность полёта составляла не более 20 суток. На КА «Фотон-М4» бортовые аккумуляторы заряжаются за счёт солнечных батарей, что увеличивает срок активного существования спутника на орбите. Также за счёт перехода на солнечные батареи среднесуточное энергообеспечение КА увеличено до 1400 Вт (среднесуточное электропотребление обеспечивающей аппаратуры до 500 Вт, среднесуточное электропотребление научной аппаратуры до 900 Вт).
Второе принципиальное отличие от предыдущих «Фотонов» — объединённая двигательная установка. С её помощью возможность изменять параметры орбиты КА после отделения от РН. Если раньше спутник мог работать только на той орбите, на которую был выведен ракетой-носителем (около 300 км), то теперь появилась возможность изменить высоту орбиты. После отделения КА «Фотон-М4» от РН будет запущена двигательная установка, и аппарат выводится на более высокую круговую орбиту (высота 575 км, наклонение 64,90), что позволит улучшить уровень микрогравитации до 10−6 .

## Запланированная научная программа
Научная программа космического аппарата подразумевает проведение ряда экспериментов.

### Эксперимент «Геккон-Ф4»
Целью данного эксперимента является изучение влияния микрогравитации на половое поведение, организм взрослых животных и эмбриональное развитие гекконов Phelsuma ornata в двухмесячном орбитальном эксперименте. В эксперименте участвуют четыре самки и один самец.
Научный руководитель: д.б.н., проф. Савельев С. В.
Головные организации — исполнители:
- Учреждение Российской академии медицинских наук, НИИ морфологии человека Российской академии медицинских наук (ИМЧ РАМН).
- Учреждение Российской академии наук ГНЦ РФ Институт медико-биологических проблем РАН (ГНЦ РФ ИМБП РАН)

Задачи:
- создать условия для полового поведения, копуляции и размножения гекконов в орбитальном эксперименте;
- заснять на видеокамеру половое поведение Phelsuma ornata и возможную откладку яиц, а также обеспечить максимальную вероятность выживания яиц, которые могут быть отложены в ходе эксперимента;
- провести гистологические и иммуногистохимические исследования, которые позволят выявить возможные структурные и метаболические изменения в организме взрослых животных, а также особенности отложенных яиц и онтогенеза зародышей;
- провести микротомографические исследования проксимальных хвостовых позвонков Phelsuma ornata;
- проанализировать поведение гекконов по материалам видеорегистрации;
- оценить возможность использования и разведения Phelsuma ornata в многолетних экспериментах.

Соисполнитель:
- Санкт-Петербургский филиал ФГУП «ЭПМ» ФМБА России СКТБ БИОФИЗПРИБОР

### Эксперимент «Флуотрек»
Цель эксперимента: исследование динамики изменения состояния внутриклеточных систем при действии факторов космического полёта; многопараметрический флуоресцентный анализ состояния иммунокомпетентных клеток in vitro в условиях микрогравитации.
Научный руководитель: д.м.н. Буравкова Л. Б.
Головная организация — исполнитель:
- Учреждение Российской академии наук ГНЦ РФ Институт медико-биологических проблем РАН (ГНЦ РФ ИМБП РАН).

Соисполнитель:
- ЗАО «Специальное конструкторское бюро экспериментального оборудования при ИМБП РАН» (ЗАО «СКБ ЭО при ИМБП РАН»).

Задачи:
- регистрация мембранного потенциала митохондрий на разных этапах КП с помощью флуоресцентных зондов;
- регистрация внутриклеточного рН методом зондовой флуориметрии;
- анализ влияния температуры на внутриклеточные процессы регуляции функционального состояния клетки in vitro при действии факторов космического полёта;

### Эксперимент «Метеорит»
Цель эксперимента: Исследование возможности выживания микроорганизмов на материалах, имитирующих основы метеоритов и астероидов.
Научный руководитель: д.м.н., проф., Ильин В. К.
Головная организация — исполнитель:
- Учреждение Российской академии наук ГНЦ РФ Институт медико-биологических проблем РАН (ГНЦ РФ ИМБП РАН).

Соисполнитель:
- МГУ им. Ломоносова;
- Институт генетики и селекции промышленных микроорганизмов.

Задачи:
- изучить влияние преадаптации носителей плазмид в условиях космического полёта на сегрегационную стабильность плазмид и их мобилизационную активность;
- изучить ревертирующую способность микроорганизмов;
- изучить возможность использования фуллеренов в качестве носителя тест-культур;

### Эксперимент «Биофрост»
Цель эксперимента: изучение влияния условий космического полёта на микробный комплекс, выделяемый из многолетнемерзлых отложений.
Научный руководитель: д.м.н., проф. Ильин В. К., д.г-м.н. Гиличинский Д. А.
Головная организация — исполнитель:
- Институт физико-химических и биологических проблем почвоведения.

Соисполнитель:
- Учреждение Российской академии наук ГНЦ РФ Институт медико-биологических проблем РАН (ГНЦ РФ ИМБП РАН).

Задачи:
- подтвердить ранее полученные результаты о влиянии условий полёта на численность жизнеспособных гетеротрофных микроорганизмов;
- сравнить состав выделяемого микробного комплекса до и после полёта;
- провести модельные эксперименты по изучению влияния ионизирующих излучений низкой интенсивности на микроорганизмы в составе исследуемых образцов;
- провести комплексную оценку воздействия групп факторов на микрофлору исследуемых образцов;
- определить чувствительность микроорганизмов к различным факторам (группам факторов) в зависимости от возраста образца мерзлоты;
- установить вероятные причины наблюдаемых изменений и сравнение полученных данных с результатами модельных экспериментов;

### Эксперимент «Микология»
Цель эксперимента: структурно-функциональное исследование роста и развития чистой грибной культуры и грибной споровой массы (Pleurotus ostreatus), а также слоевища грибных симбиотических организмов (лишайники Peltigera aphthosa и Hypogymnia physodes) в условиях космического полёта.
Научный руководитель: д.м.н., проф. Ильин В. К.
Головная организация — исполнитель:
- Учреждение Российской академии наук ГНЦ РФ Институт медико-биологических проблем РАН (ГНЦ РФ ИМБП РАН).

Соисполнитель:
- МГУ им. Ломоносова;
- Институт генетики и селекции промышленных микроорганизмов.

### Эксперимент «Биотрансформация»
Цель эксперимента: изучения процесса биодеградации полиэтиленовой плёнки микроорганизмами без внесения дополнительных ингредиентов и принудительного удаления продуктов метаболизма в условиях космического полёта.
Научный руководитель: д.м.н., проф. Ильин В. К.
Головная организация — исполнитель:
- Учреждение Российской академии наук ГНЦ РФ Институт медико-биологических проблем РАН (ГНЦ РФ ИМБП РАН).

Соисполнитель:
- ОАО Институт «Прикладной биохимии и машиностроения» (ОАО «Биохиммаш»);
- НПП «БиоТехСис», ООО.

Задачи:
- оценить эффективность микробной декомпозиции биодеградируемого полимера в условиях космического полёта;
- оценить химический состав продуктов биодеградации;
- оценить возможность микробной доочистки жидких продуктов первичной биотрансформации.

Объекты исследований: культуры аэробных бактерий, осуществляющие микробную декомпозицию биодеградируемого полимерного материала, используемого в качестве упаковочного средства.

### Эксперимент «Биоэлектричество»
Цель эксперимента: исследование процесса получения электричества с помощью микроорганизмов — электрогенов в условиях невесомости.
Научный руководитель: д.м.н., проф. Ильин В. К., к.т. н. Смирнов И. А.
Головная организация — исполнитель:
- Учреждение Российской академии наук ГНЦ РФ Институт медико-биологических проблем РАН (ГНЦ РФ ИМБП РАН).

Соисполнитель:
- НПП «БиоТехСис», ООО.

Задачи:
- исследовать процессы формирования биопленок, содержащих микроорганизмы — электрогены на поверхности электродов в условиях невесомости;
- исследовать влияние невесомости на величину электродных потенциалов микробного топливного элемента;
- исследовать вклад седиментационного потенциала (потенциала Дорна) в величину электрического напряжения микробного топливного элемента;
- исследовать энергетические характеристики процесса получения электричества с помощью микроорганизмов — электрогенов в условиях невесомости.

Объекты исследований: электрохимическими объектами исследований являются электроды (аноды и катоды) и катионообменные мембраны, образующие микробный топливный элемент; биологическими объектами исследований являются микробные ассоциации и/или чистые культуры микроорганизмов — электрогенов.

### Эксперимент «Биорадиация-Ф»
Цель эксперимента: изучение биологически значимых характеристик космического ионизирующего излучения и эффектов его воздействия на биообъекты в условиях открытого пространства и внутри спутника.
Научный руководитель: к.физ.-мат. н. Шуршаков В. А.
Головная организация — исполнитель:
- Учреждение Российской академии наук ГНЦ РФ Институт медико-биологических проблем РАН (ГНЦ РФ ИМБП РАН).

Соисполнитель:
- «НПО ВНИИФТРИ», г. Менделеево Московской области и др.;

Задачи:
- проведение полетных радиобиологических экспериментов на биообъектах, не требующих создания и инсталляции на борт специальных систем поддержания их жизнедеятельности, и радиационно-физическое сопровождение этих и других экспериментов на КА «Фотон-М» № 4;
- отработка методов и средств измерения спектра линейной передачи энергии космического излучения;
- отработка средств и методов контроля радиационных условий с учётом вклада в дозу вторичных нейтронов космических излучений;
- исследование радиационно-защитных свойств перспективных материалов в натурных условиях;
- верификация методов расчёта прохождения космических излучений через вещество защиты космических аппаратов с учётом вклада вторичных нейтронов;
- верификация модельных описаний радиационных условий в околоземном космическом пространстве.

Объекты исследований: сухие семена, яйца шелкопряда, другие биообъекты, не требующие поддержания жизнедеятельности в условиях космического полёта.

## Научная аппаратура
| Наименование аппаратуры | Назначение | Разработчик (соисполнитель)                                            |
| --- | --- | ---------------------------------------------------------------------- |
| КБТС15 | Проведение исследований в области космического материаловедения, получение кристаллов большего размера для последующего промышленного применения      | КБОМ им. В. П. Бармина                                                 |
| КСКМ | Исследование возможности трёхосной компенсации низкочастотных микроускорений в ориентированном орбитальном полёте КА                                  | ГОУ ВП СГАУ                                                            |
| Биокультиватор | Проведение биологических исследований в условиях космического полёта                                                                                  | ГНЦ РФ ИМБП РАН                                                        |
| ГК-04 | Проведение физиологических и биологических исследований на гекконах в условиях космического полёта                                                    | Санкт-Петербургский филиал ФГУП «ЭПМ» ФМБА России СКТБ БИОФИЗПРИБОР    |
| Платы полезной нагрузки ППН1, ППН2, ППН3 (в контейнерах снаружи СА) Дозиметр РД3-Б3, НА «СПД», НА «Брадоз», сборка «Баблл детекторы» и др. (внутри СА) | Проведение автономных биологических, радиационно-физических, радиобиологических экспериментов в условиях космического полёта                          | ГНЦ РФ ИМБП РАН                                                        |
| Автономная научная аппаратура в том числе ФЛЮОР-П, МТЭ и др.                                                                                           | Проведение экспериментов с гидробионтами и малыми цикловыми рыбами в водной среде в условиях космического полёта                                      | ГНЦ РФ ИМБП РАН (ЗАО СКБ ЭО при ГНЦ РФ ИМБП РАН, ООО "НПП «БиоТехСис») |
| Виброкон-ФМ | Изучение влияния управляемых вибраций на тепломассоперенос в жидкой фазе при моделировании направленной кристаллизации в условиях космического полёта | ЦНИИМаш (ЦСП)                                                          |
| СВС-ФМ | Исследования процессов самораспространяющегося высокотемпературного синтеза                                                                           | ЦНИИМаш (ЦСП)                                                          |
| ИМ-ФМ | Регистратор микроускорений | ЦНИИМаш (ЦСП)                                                          |
| Калибр | Исследование фазового перехода в эвтектических низкотемпературных сплавах                                                                             | ЦНИИМаш (ЦСП)                                                          |
| Биоконт-ФЭ | Проведение экспериментов по гравитационной биологии и биотехнологии                                                                                   | ЦНИИМаш (ЦСП)                                                          |
| Виброзащитная платформа | Создание специальных условий для размещения научной аппаратуры                                                                                        | ЦНИИМаш (ЦСП)                                                          |

## Отказ канала передачи команд
19 июля 2014 года на четвёртом витке была нарушена работа канала приёма команд на борту космического аппарата. Канал передачи телеметрической информации при этом продолжал работу. Поступающие данные говорили о корректности работы бортового комплекса управления, что позволяло обеспечить работоспособность и длительную работу аппарата в автономном режиме.
Отказ канала приёма команд не позволил осуществить перевод космического аппарата с опорной орбиты на околокруговую орбиту, который был запланирован на третий день после запуска.
26 июля связь с биоспутником «Фотон-М4» была восстановлена в полном объёме, переданы команды на продолжение выполнения задач полёта, однако подъём спутника на более высокую, изначально запланированную орбиту не осуществлялся, чтобы не нарушить условия проведения экспериментов, хотя и на более низкой орбите.

## Окончание миссии
Первоначально программа полёта планировалась длительность 60 суток, но по причине завершения программы научных экспериментов 27 августа, а также временных проблем с получением телеметрии при выполнении полета, было принято решение произвести посадку спускаемого аппарата «Фотон-М4» на 45 сутки  полета. 1 сентября 2014 года «Фотон-М» совершил посадку на территории Оренбургской области. После извлечения биообъектов из спускаемого аппарата для проведения первичного обследования было установлено, что мухи-дрозофилы перенесли космический полёт хорошо, успешно развивались и размножались. Все гекконы погибли. По одной из возможных версий, озвученной Сергеем Савельевым, Институт морфологии человека РАМН, гибель гекконов произошла примерно за полтора-два дня до посадки и была вызвана резким перепадом давления в результате сбоя системы жизнеобеспечения, гекконы умерли с разницей в несколько часов. По другой версии, Института медико-биологических проблем (ИМБП) РАН, гекконы погибли из-за понижения температуры до 15 градусов, которое произошло 8 августа.